# Michel de l'Hôpital
Michel de l'Hospital (Aigueperse, Puy-de-Dôme, por volta de 1505 – Belesbat ou Vignay, 13 de março de 1573) foi um escritor e político francês.
Conselheiro do parlamento de Paris, embaixador no Concílio de Trento, superintendente das finanças e chanceler da França, dedicou-se a acalmar as revoltas religiosas evitando derramamento de sangue.

## Vida pública
Ele passou grande parte de sua juventude na Itália, primeiro como estudante e depois como professor de direito civil na Universidade de Pádua. Voltando à França, foi nomeado delegado do Grands Jours da justiça em Moulins em 1540, em Riom em 1542 e em Tours em 1546.
Conservou este posto até 1547, quando foi enviado por Henrique II de França em missão a Bolonha, onde se reunia o Concílio de Trento; depois de dezesseis meses de inatividade fatigante lá, ele resolveu ser lembrado no final de 1548. L'Hôpital foi então dado o cargo de chanceler pela irmã do rei, Marguerite de Valois, duquesa de Berry. Em 1553, por recomendação do Cardeal de Lorena (Carlos de Guise, irmão de Maria de Guise, foi Regente da Escócia) e posteriormente presidente da Câmara de Contas.
Em 1560 foi chamado por Catarina de Médici para organizar uma política de reconciliação entre católicos e protestantes, e foi nomeado chanceler da França em 1560 por Francisco II de França, filho de Catarina. No entanto, ele falhou em suas tentativas de desarmar o conflito. Em 1568, odiado pelos Guises, foi despedido e retirou-se para o seu castelo de Vignay, perto de Étampes.
Os historiadores são unânimes quanto à retidão de seus julgamentos e sua moderação. No dia do Massacre de São Bartolomeu, ele abriu as portas de seu castelo para deixar entrar os fanáticos que o procuravam para o matar. Sua vida foi poupada, mas ele morreu de tristeza alguns meses depois.

## Trabalhos
- Harangues.
- Traité de la réformation de la justice.
- Harangues, mercuriales et remontrances.
- Mémoire sur la nécessité de mettre un terme à la guerre civile (1570).
- Le but de la guerre et de la paix (1570).
- Poésies (1585).